# Iwan Hruszecki
Iwan Samijłowycz Hruszecki (ukr. Іван Самійлович Грушецький; ur. 9 września?/22 września 1904 w Komyszuwasze, zm. 26 listopada 1982 w Kijowie) – radziecki i ukraiński polityk, przewodniczący Prezydium Rady Najwyższej Ukraińskiej SRR (1972-1976), Bohater Pracy Socjalistycznej (1974).

## Życiorys
Pracownik administracji państwowej od 1922 roku, początkowo sekretarz rady wiejskiej w rodzinnej miejscowości. Później działacz związków zawodowych, szef rad wiejskich i komitetów biedoty wiejskiej. W 1928 roku wstąpił do WKP(b). W latach 1935–1937 przewodniczący miejscowego Komitetu Wykonawczego, w latach 1938-1939 III sekretarz obwodowego komitetu Komunistycznej Partii (bolszewików) Ukrainy (KP(b)U) w Dniepropietrowsku, 1939 roku został II sekretarzem obwodowego komitetu KP(b)U w Stanisławowie, w latach 1940-1941 był I sekretarzem obwodowym KP(b)U w Czerniowcach.
Od sierpnia 1941 roku sekretarz Rady Wojskowej 40 Armii w stopniu komisarza brygady (brigkoma). 26 maja 1943 mianowany generałem majorem (postanowienie Rady Komisarzy Ludowych nr 592). Członek Rady Wojskowej Frontu Stepowego, od października 1943 roku członek Rady Wojskowej 2 Frontu Ukraińskiego.
W latach 1944–1948 i ponownie w latach 1950-1951 i 1961-1962 I sekretarz Lwowskiego Komitetu Obwodowego KP(b)U, w latach 1951-1961 I sekretarz wołyńskiego komitetu obwodowego. W latach 1949–1950 słuchacz kursów przy KC WKP(b). W 1959 roku skończył zaoczne studia w Wyższej Szkole Partyjnej przy KC WKP(b). Od 25 grudnia 1962 roku przewodniczący komitetu partyjno-państwowej kontroli Rady Ministrów Ukraińskiej SRR. Jednocześnie sekretarz KC Komunistycznej Partii Ukrainy (KPU) i wiceprzewodniczący Rady Ministrów Ukraińskiej SRR. Od 18 marca 1966 roku przewodniczący Partyjnej Komisji przy KC KPU. Od 1952 do 1981 roku członek KC KPU, a w latach 1961-1981 KC KPZR. W latach 1962–1972 kandydat na członka Politbiura KC KPU, od 1972 do 1976 roku członek Politbiura. Uczestnik XXII, XXIII, XXIV i XXV zjazdu KPZR, deputowany do Rady Najwyższej ZSRR od 1 do 9 kadencji i Rady Najwyższej Ukraińskiej SRR od 1 do 6 i od 8 do 9 kadencji. Od 28 lipca 1972 do 24 czerwca 1976 roku przewodniczący Prezydium Rady Najwyższej Ukraińskiej SRR. Od 1976 roku na emeryturze.
Pochowany został na cmentarzu Bajkowa w Kijowie.

## Odznaczenia
- Medal Sierp i Młot Bohatera Pracy Socjalistycznej (21 sierpnia 1974)
- Order Lenina (sześciokrotnie)
- Order Rewolucji Październikowej
- Order Czerwonego Sztandaru (dwukrotnie)
- Order Czerwonego Sztandaru Pracy
- Order Wojny Ojczyźnianej I klasy (1945)